# René de Sluse

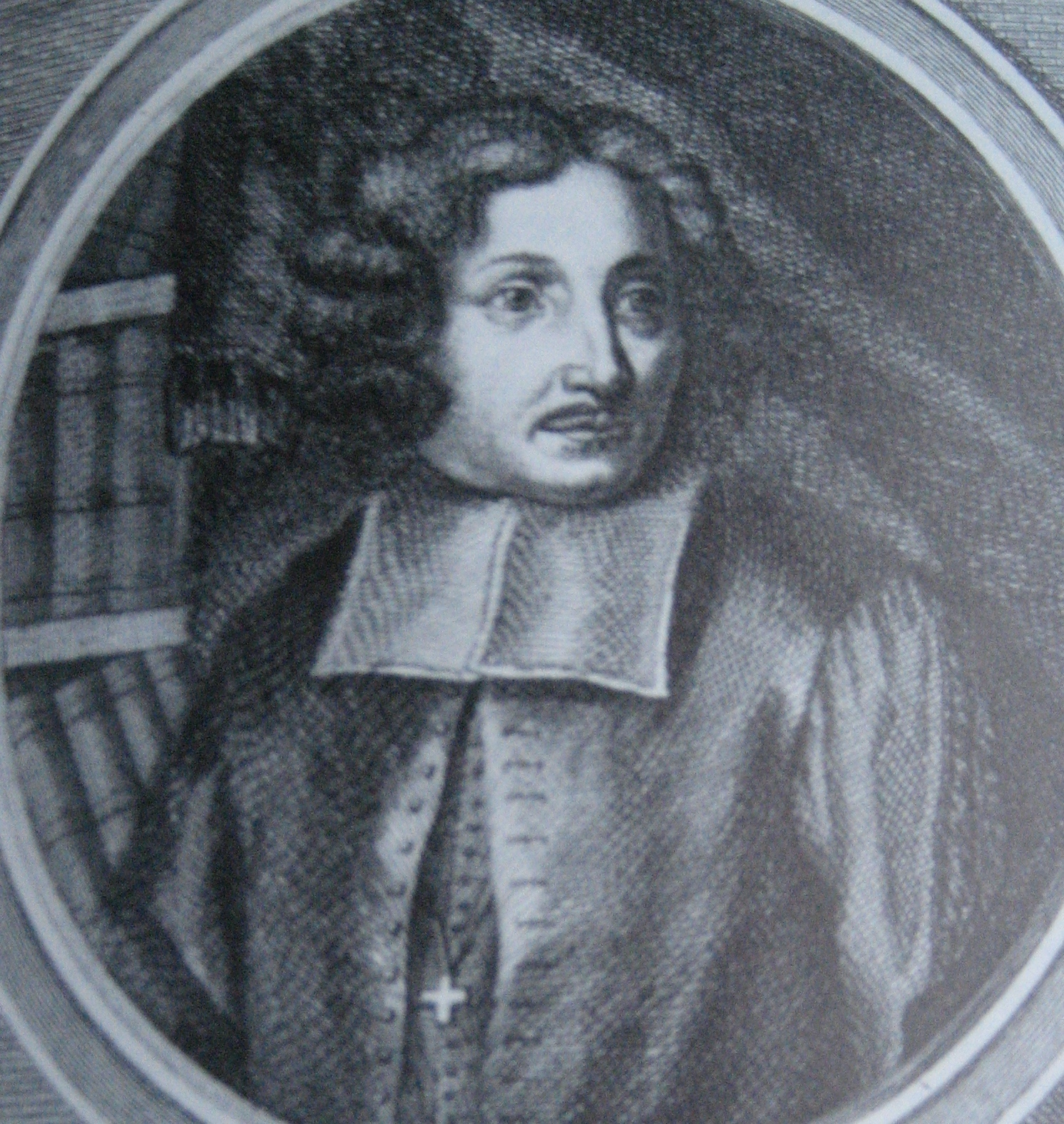
René François de Sluse

René François Walter de Sluse, ook wel René François Walter, baron De Sluse (Wezet, 2 juli 1622 – Luik, 19 maart 1685) was een uit het prinsbisdom Luik afkomstige wiskundige.
Hij was tevens abt van de abdij van Amay in Jehay. Zijn Latijnse naam Slusius verwijst naar het plaatsje Sluizen bij Tongeren. In het Frans werd dat Sluze of Sluse. Hij studeerde onder meer aan de Leidse ingenieursschool bij Frans van Schooten de Oude.